# Parionella notexocha
Parionella notexocha là một loài chân đều trong họ Bopyridae. Loài này được Bourdon miêu tả khoa học năm 1972.